# 张文岳
張文岳（1944年10月—），男，福建浦城人，中华人民共和国政治人物。大學學歷。高級工程師。曾任中共辽宁省委书记，第十一届全国人大常委会委员、全国人大环境与资源保护委员会副主任委员。中共十三大、十四大代表，十四届中紀委委員，第十六屆中央候補委員，第十五、十七屆中央委員。

## 生平
1962年9月在北京地質學院地質系地質測量與找礦專業學習。1965年6月加入中國共產黨。1967年9月參加工作，留校待分配。1968年9月在4628部隊軍墾農場勞動鍛煉。1969年12月任四川省地質局101地質隊3分隊、1分隊地質組組長、技術員、礦區大組長，101地質隊地質科科長。1980年8月任川西地質學校校長。1981年5月任四川省地質局101地質隊１分隊隊長兼技術負責人，川西北地質大隊2分隊隊長兼技術負責人、四川省地質礦產局川西北地質大隊副大隊長、大隊長。1983年12月任四川省地質礦產局副局長。1984年11月任局長。1986年2月任地質礦產部黨組成員、辦公廳主任、直屬機關黨委書記。
1989年3月任地質礦產部黨組成員，全國礦產儲量委員會副主任，國家礦產儲量管理局局長、黨組書記。1990年6月任地質礦產部副部長、黨組成員。1995年11月任新疆自治區委副書記。1997年8月兼任新疆生產建設兵團司令員。1999年10月任新疆區委副書記、區府副主席。2001年5月任遼寧省委副書記。2003年1月任遼寧省委副書記、省政協主席、黨組書記。2004年2月至2007年10月任遼寧省委副書記、副省長、代省長、省長。2007年10月29日，接替李克強擔任遼寧省委書記，直至2009年11月30日。2010年3月当选为第十一届全国人大常委会委员、全国人大环境与资源保护委员会副主任委员。